# Direnc Borihan
Direnc Borihan (* 14. Februar 1992) ist ein ehemaliger österreichischer Fußballspieler.

## Karriere
Borihan begann seine Karriere beim FC Dornbirn 1913. Zur Saison 2006/07 kam er in die AKA Vorarlberg, in der er bis zum Ende der Saison 2009/10 sämtliche Altersstufen durchlief. Zur Saison 2009/10 rückte er zudem in den Profikader seines Stammklubs Dornbirn. Sein Debüt in der zweiten Liga gab er im November 2009, als er am 18. Spieltag jener Saison gegen den TSV Hartberg in der Startelf stand. Bis Saisonende kam er zu zehn Einsätzen in der zweithöchsten Spielklasse, aus der er mit Dornbirn zu Saisonende jedoch abstieg. Daraufhin absolvierte er dann in den folgenden zweieinhalb Spielzeiten 67 Partien in der Regionalliga West, in denen er 17 Mal traf. Im Jänner 2013 verletzt sich Borihan schwer am Knie. Infolgedessen nahm er sich dann eine zweieinhalbjährige Auszeit vom Vereinsfußball.
Zur Saison 2015/16 gab er sein Comeback beim viertklassigen SC Admira Dornbirn. Für die Admira kam er in zwei Spielzeiten zu 51 Einsätzen in der Vorarlbergliga und machte dabei 23 Tore. Zur Saison 2017/18 schloss er sich in der Schweiz dem unterklassigen FC Au-Berneck 05 an. Nach einer Saison im Ausland kehrte Borihan zur Saison 2018/19 zu Admira Dornbirn zurück. In Dornbirn kam er dann noch zu zwölf Einsätzen in der vierthöchsten Spielklasse, ehe er nach der Saison 2018/19 seine Karriere beendete.

## Persönliches
Nach dem Ende seiner Profilaufbahn beim FC Dornbirn wurde Borihan hauptberuflich Polizist.